# 花崎流
花崎流（はなさきりゅう）は日本舞踊の流派の一つ。
神崎ひで女師（後の閑崎ひで女）に師事した花崎杜季女が平成15年（2003年）に創始。
上方で生まれた地唄舞は明治期に東京にもたらされた。その身体表現方法に、東京の粋を加え「東京の地唄舞」を求める流派である。
創始者である花崎杜季女は、女性が作り上げた日本の身体美を、国内外に広めるため平成22年（2010年）一般社団法人地唄舞普及協会設立。